# Bułun-Tieriek
Bułun-Tieriek (ros. Булун-Терек) – wieś w Rosji, w Tuwie, w kożuunie czaa-cholskim. W 2010 liczyła 1075 mieszkańców.